# United Jersey Bank Classic 1988
United Jersey Bank Classic 1988 — жіночий тенісний турнір, що проходив на відкритих кортах з твердим покриттям у Маві (США). Належав до турнірів 3-ї категорії в рамках Туру WTA 1988. Відбувся водинадцяте і тривав з 22 серпня до 28 серпня 1988 року. Перша сіяна Штеффі Граф здобула титул в одиночному розряді, свій другий на цьому турнірі після 1986 року, й отримала 40 тис. доларів США.

## Фінальна частина

### Одиночний розряд
Штеффі Граф —  Наталі Тозья 6–0, 6–1
- Для Граф це був 8-й титул в одиночному розряді за сезон і 27-й — за кар'єру.

### Парний розряд
Яна Новотна /  Гелена Сукова —  Джиджі Фернандес /  Робін Вайт 6–3, 6–2
- Для Новотної це був 6-й титул за сезон і 10-й — за кар'єру. Для Сукової це був 4-й титул за сезон і 32-й - за кар'єру.